# Klaus Hoheisel
Klaus Hoheisel (* 22. Mai 1906 in Kasan; † 8. Mai 1998) war ein deutscher Offizier, zuletzt Brigadegeneral der Bundeswehr, und Angehöriger der Organisation Gehlen. Von 1962 bis 1965 war er Kommandeur der Heeresoffizierschule III.

## Leben
Beförderungen
- 1932 Leutnant
- 1933 Oberleutnant
- 1938 Hauptmann
- 1942 Major i. G.
- 1943 Oberstleutnant i. G.
- 1960 Oberst
- 1962 Brigadegeneral

Hoheisel, Sohn eines Pfarrers, trat am 1. April 1927 als Fahnenjunker und Offizieranwärter in das 3. (Preußische) Infanterie-Regiment der Reichswehr in Deutsch Eylau ein. 1929/39 absolvierte er den Fahnenjunkerlehrgang an der Infanterieschule der Reichswehr in Dresden. Es schloss sich der Fähnrichlehrgang und eine Verwendung im Infanterieregiment an.
Am 6. Oktober 1936 wurde er Kompanieführer der 10. Kompanie des 3. (Preußischen) Infanterie-Regiments. Danach war er ab 10. November 1938 im Stab des I. Armeekorps in Königsberg und ab Oktober 1939 im Stab des XXVI. Armeekorps tätig. Vom 15. Januar bis 6. April 1940 absolvierte er den 1. Generalstabslehrgang an der Kriegsakademie Dresden. Ab 7. April 1940 war er Dritter Generalstabsoffizier (Ic) der 208. Infanterie-Division und ab 1. November 1940 Zweiter Generalstabsoffizier (Ib) bei der 292. Infanterie-Division. 1941 wurde er in den Generalstab kommandiert und versetzt. 1941/42 war er krank in der Führerreserve.
Am 25. Februar 1942 wurde er Erster Generalstabsoffizier (Ia) beim I. Armeekorps. Ab 17. Oktober 1942 war er als Referent in der Abteilung Fremde Heere Ost im Generalstab des Heeres. Am 1. August 1943 wurde er Ia der 88. Infanterie-Division. Nachdem er 1944/45 erneut in der Führerreserve war, nahm er 1945 am Lehrgang für Generalstabsoffiziere und Beamte teil. Kurz vor Kriegsende war er ab dem 5. Februar 1945 Chef des Generalstabes des LXVIII. Armeekorps. Von Mai bis Dezember 1945 geriet er in britische und US-amerikanische Kriegsgefangenschaft.
Von März bis Juli 1946 war Hoheisel zunächst Einkäufer und Vertreter beim Stahlwerk Walter von Holwede in Solingen und danach von August 1946 bis April 1947 Hilfsarbeiter in der Modellschreinerei Vereinigte Eisenbahn-Signalwerke in Oesede. Von Mai 1947 bis April 1956 war er Angehöriger der Organisation Gehlen und nach deren Umwandlung in den Bundesnachrichtendienst (BND) zum 1. April 1956 für wenige Tage Angehöriger des BND.
Am 4. April 1956 trat Hoheisel in die Bundeswehr ein, wo er zunächst Taktiklehrer und ab April 1958 Lehrgruppenkommandeur an der Heeresoffizierschule II in Husum und Hamburg war. Im Juli 1960 wurde er Brigadekommandeur der Panzerbrigade 36 in Tauberbischofsheim, ab Januar 1961 Leiter des Aufstellungsstabes, Oberst im Stab und stellvertretender Divisionskommandeur der 12. Panzerdivision in Veitshöchheim. In seiner letzten Verwendung war er von April 1962 bis zu seiner Versetzung in den Ruhestand mit Ablauf des März 1965 Kommandeur der Heeresoffizierschule III in München.
Hoheisel war verheiratet.

## Auszeichnungen
1933–1945
- 1939: Eisernes Kreuz II. Klasse
- 1940: Eisernes Kreuz I. Klasse
- 1944: Deutsches Kreuz in Gold
- 1944: Verwundetenabzeichen in Schwarz

nach 1945
- 25. März 1965: Großes Verdienstkreuz des Verdienstordens der Bundesrepublik Deutschland